# Diambars FC
El Diambars Football Club es un equipo de fútbol de Senegal que juega en la Liga senegalesa de fútbol, la liga de fútbol más importante del país.

## Historia
Fue fundado en el año 2003 en la ciudad de Saly por Patrick Vieira, Bernard Lama, Jimmy Adjovi-Boco y Saer Seck como un mecanismo para unir al deporte y la educación en Senegal vinculado a la UNESCO con una academia para la formación y promoción de jóvenes jugadores en Senegal principalmente. Tiene como principal logró el haber conseguido el título de liga por primera vez en la temporada 2013. También han ganado tres copas de las Asamblea Nacional.
A nivel internacional han participado en dos torneos continentales, el primero fue en la Liga de Campeones de la CAF 2014, en la cual fueron eliminados en la ronda preliminar por el ASFA Yennenga de Burkina Faso.
En 2019, el Olympique de Marseille firma un contrato con el club en el que se establece una opción prioritaria sobre dos jugadores del centro de entrenamiento cada temporada.

## Palmarés
- Liga senegalesa de fútbol: 1

2013
- Copa de la Liga de Senegal: 2

2016, 2019
- Copa de la Asamblea Nacional: 3

2011, 2012, 2013

## Participación en competiciones de la CAF
| Temporada | Torneo                       | Ronda      | Club          | Casa | Visita | Global      |
| --------- | ---------------------------- | ---------- | ------------- | ---- | ------ | ----------- |
| 2014      | Liga de Campeones de la CAF  | Preliminar | ASFA Yennenga | 1-0  | 0-1    | 1-1 (2-4 p) |
| 2021/22   | Copa Confederación de la CAF | 1          | Wakriya AC    | 3-0  | 1      | 3-0         |
| 2021/22   | Copa Confederación de la CAF | 2          | Enyimba FC    | 0-1  | 0-3    | 0-4         |

1- La serie se jugó a partido único debido al Golpe de Estado en Guinea de 2021.

## Jugadores

### Jugadores destacados
| - Joseph Romeric Lopy - Pape Souaré - Idrissa Gueye - Kara Mbodj - Abdou Karim Camara | - Saliou Ciss - Omar Wade - Pape Alioune Ndiaye - Vieux Yaya Sané |